# El último romántico
El último Romántico es una zarzuela, denominada de "costumbres", en dos actos, divididos en cuatro cuadros, con libreto de Jose Tellaeche y música de los maestros Reveriano Soutullo y Juan Vert. Se estrenó con gran éxito en el Teatro Apolo de Madrid, el 9 de marzo de 1928.

## Comentario
Este se considera uno de los últimos títulos cumbres de la producción de los maestros Soutullo y Vert, ya que la carrera de ambos acabaría abruptamente muriendo primero Juan Vert en 1931, y luego Reveriano Soutullo en 1932. Aquí tratan de evocar el Madrid popular de las últimas décadas del siglo XIX. Jose Tellaeche utiliza una trama sentimental, en la que aprovecha para introducir pinceladas de estilo pintoresco y costumbrista, creando interesantes escenas cómicas alternando con otras de corte más romántico.
Por la parte musical, Soutullo y Vert rompen la tónica en este trabajo, demostrando una vez más su gran versatilidad y dominio en el campo lírico. En esta partitura recrean el Madrid costumbrista del siglo XIX con una gran fidelidad y lirismo en sus melodías y su sabia construcción orquestal, creando páginas inolvidables como "Bella Enamorada", "La Encarna", o el pasodoble de las mantillas, piezas incluidas en el repertorio de todos los cantantes.

## Argumento
La acción transcurre en Madrid, el primer acto en 1872 y el segundo en 1886.

### Acto primero

#### Cuadro Primero: El Madrid de Don Amadeo
En una plazoleta de Madrid, los vecinos discuten de variados temas, formando un cuadro muy animado. Doña Pepita comenta con Menéndez, el memorialista, sobre la condesa de Téllez, su ama, la cual es infeliz en su matrimonio, y que en un pasado tuvo amores con un joven, con el que tuvo que romper tras el matrimonio impuesto por sus padres. Tomás, un ayudante del memorialista, pide ayuda a su amigo Ceferino para que le de consejos sobre las mujeres, puesto que está enamorado de la Encarnación, una modistilla presumida, la cual es novia de Enrique, un joven de ideas liberales. 
Aparece Enrique acompañado por un grupo de amigos que tras intercambiar unas palabras con Encarnación, queda a solas con uno de ellos y comenta que su verdadera intención es la de quedar con una mujer que amó tiempo atrás, de la cual nunca se ha olvidado. Doña Pepita aparece con su ama, la condesa, cuyo nombre es Aurora, que ha acudido a la cita de Enrique, descubriéndose que en el pasado eran amantes y que debido a la boda impuesta tuvieron que separarse. El Conde es acérrimo enemigo de Enrique y ha decidido usar toda su influencia política para perseguir a Enrique por sus ideas liberales. 
Cerca de la plazoleta se produce un atentado, y todos los vecinos acuden alarmados por el alboroto, viniendo los guardias a prender a Enrique acusándolo de ser uno de los cómplices del atentado. Aurora intercede y responde por él, librándole de la policía, y provocando los celos de Encarnación.

#### Cuadro Segundo: En la Fuente de la Castellana
En el Paseo de la Castellana, Enrique no hace caso de las advertencias de un amigo, que le aconseja su huida ante la acusación de haber repartido las octavillas para animar a la revolución, puesto que ha quedado con Aurora en ese lugar para verse. Aurora aparece y comenta que debe de huir ante el peligro de ser encarcelado, por lo que ambos urden un plan de huida. Por otro lado, Ceferino y Tomás acuden de excursión a la fuente con el pretexto de poder ver a  Encarnación que ha venido en busca de Enrique. Ceferino trata de animar a Tomás a que se le declare, ella presta poca atención a las intenciones amorosas de él. Ceferino lo lleva a la vaquería a tomarse unas copas para preparar un nuevo intento. 
Aurora aparece de nuevo con un grupo de amigas, a las cuales ha invitado a una fiesta, pero la alegría se ve finalizada abruptamente por la llegada de los policías buscando a Enrique, el cual aparece disfrazado de lacayo y logra escapar, deteniendo por error a Tomás, el cual está borracho.

### Acto segundo

#### Cuadro primero: Las aguadoras del Prado
Han pasado más de diez años; en un puesto de agua en el Paseo del Prado, trabaja Encarnación, la cual se ha casado con Tomás, que ha conseguido un empleo como guardia de orden junto con su amigo Ceferino. Ante el puesto se detiene Gonzalo, un señorito calavera, el cual comenta a un amigo que está cortejando a Aurora, la cual ha quedado viuda, y cuya intención es sacarle todo el dinero posible. Aparece Enrique, ha retornado a España de incógnito puesto que es perseguido por la justicia, e intercambia unas palabras con Encarnación, la cual le recrimina su actitud del pasado, al cortejarla y dejarla por otra, pero descubre sus buenos sentimientos y hacen las paces. Ella le comenta la nueva situación de Aurora, ya que ambas se hicieron amigas tras todos aquellos incidentes del pasado. 
Enrique queda preocupado por la situación y tiene deseos de volver a verla una vez más. Encarnación comenta que se celebrará un baile de máscaras en el Teatro Real al que acudirá Aurora con unas amigas. Enrique le pide ayuda para poder acercarse a Aurora en el baile que se celebrará en el Teatro Real, a lo que ella acepta.

#### Cuadro segundo: Una noche en el Real
El baile de máscaras del Teatro Real se encuentra muy animado. Hace su entrada Aurora con algunas amigas, siendo asediada por Gonzalo. Este al ver sus intentos infructuosos, decide tomar asiento y emborracharse para poder pasar mejor la velada, siendo luego llevado por dos mujeres enmascaradas que deciden gastarle una broma.
Aparecen Enrique y Encarnación disfrazados, buscando a Aurora. Al dar con ella, queda asustada por la presencia de Enrique, pero él le suplica que huya con ella a Francia, donde podrán llevar una existencia más feliz. Por otro lado Encarnación descubre a su marido haciendo la ronda en el baile del carnaval con su amigo Ceferino, que aprovechan para coquetear con todas las máscaras.
Encarnación aprovecha la situación para hacerse pasar por una de ellas y pescar a su marido, el cual coquetea con ella. Al final se descubre a Enrique y se produce un revuelo en el baile, ocasión que aprovecha Encarnación para quitarse el antifaz delante de su marido, el cual, horrorizado se desmaya, entre la gran algarabía, huyendo Enrique y Aurora, y produciéndose el final de la obra.

## Números musicales
- Acto Primero
  - Cuadro primero: El Madrid de Don Amadeo.
    - Introducción y escena: "¿Qué dicen los periódicos?"
    - Romanza de Encarna: "La Encarna, yo soy y me llaman"
    - Escena de Damas y Pollos: "Señorita, Señorita"
    - Rondalla y Jota: "¡Anda ve y dile a tu madre!"
    - Romanza de Enrique: "Bella enamorada"

  - Cuadro segundo: En la Fuente de la Castellana.
    - Dúo de Enrique y Aurora: "Ya dudaba, Aurora mía"
    - Dúo cómico de Ceferino y Tomas:" Hoy vuelvo a nacer"
    - Pasodoble de la mantilla: "Lucimos hoy todas las mujeres"
    - Fin del acto primero: "Voy con mi mantilla a los toros"
- Acto segundo
  - Cuadro primero: Las aguadoras del Prado
    - Introducción y terceto cómico: "¡Basta ya de murga!"
    - Dúo de Enrique y Encarnación: "Era la Encarnación una morena"
    - Escena y mazurca de Chulos y Chulas: "Hoy no te he visto"
    - Intermedio (Orquesta)

  - Cuadro segundo: Una noche en el Real
    - Pavana (Orquesta)
    - Romanza de Enrique: "Sueño de amor"
    - Terceto del Can Can: "Moda es hoy bailar"
    - Fin de la obra: "El Can-Can"

## Personajes principales
- Aurora, Condesa de Téllez y enamorada de Enrique. (soprano)
- Encarnación, coqueta modistilla enamorada de Enrique. (mezzosoprano)
- Doña Pepita, ama y ayudante de Aurora. (actriz)
- Enrique, romántico de ideas liberales y antiguo amante de Aurora. (tenor)
- Tomás, mozo enamorado de Encarnación. (tenor cómico)
- Ceferino, amigo de Tomás y compañero de fatigas. (barítono cómico)
- Gonzalo, señorito calavera interesado en la fortuna de Aurora. (actor)